# Paul Goeminne
Paul Goeminne (1888 - ?) was een Belgisch ijshockeyer.

## Levensloop
Goeminne was op clubniveau actief bij de Fédération des Patineurs de Belgique (FPB) en diens opvolger Club des Patineurs de Bruxelles (CPB). In 1923 zette hij zijn sportieve activiteiten stop.
Op het Europees kampioenschap van 1913 in het Duitse München won hij met de nationale ploeg goud. Op het EK van het jaar nadien in het Duitse Berlijn brons. Hij maakte ook deel uit van de Belgische ploeg op de Olympische Spelen van 1920 te Antwerpen. Ten slotte maakte deel uit van de ploeg die deelneem aan het EK van 1923.